# اولکسی دانیلوف
اولکسی میاچسلاوویچ دانیلوف (اوکراینی: Олексій Мячеславович Данілов ; زاده ۷ سپتامبر ۱۹۶۲ یک سیاستمدار اوکراینی است. وی دبیر فعلی شورای امنیت و دفاع ملی اوکراین (از ۳ اکتبر ۲۰۱۹) است.

## زندگی‌نامه
دانیلوف در سال ۱۹۸۱ از دانشکده فنی کشاورزی دولتی استاروبیلسک در رشته دامپزشکی فارغ‌التحصیل شد. در سال ۱۹۸۱ او به عنوان دامپزشک در مزرعه ای در لوهانسک آغاز به کار کرد. از سال ۱۹۸۳ تا ۱۹۸۷ او به عنوان دامپزشک در پارک وروسلیوگراد «۱ می» کار کرد. از سال ۱۹۸۷ تا ۱۹۹۱ به عنوان دامپزشک خصوصی مشغول به کار شد. از سال ۱۹۹۱ تا ۱۹۹۴ به کارآفرینی خصوصی مشغول بود.
دانیلوف از سال ۱۹۹۴ تا ۱۹۹۷ شهردار لوهانسک بود. او با ۳۱ سال سن، جوانترین شهردار لوهانسک در تاریخ این شهر بود.
در انتخابات پارلمانی اوکراین در سال ۱۹۹۸، دانیلوف تلاش ناموفقی برای به دست آوردن یک کرسی پارلمان در حوزه انتخاباتی ۱۰۳ به عنوان یک نامزد مستقل کرد.
دانیلوف در سال ۲۰۰۵ به عنوان فرماندار استان لوهانسک خدمت کرد.
دانیلوف از ۲۳ جولای تا ۳ اکتبر ۲۰۱۹ معاون دبیر شورای امنیت ملی و دفاع بود. او از ۳ اکتبر ۲۰۱۹ منشی (معاون رئیس، رئیس‌جمهور ولودیمیر زلنسکی) این هیئت است. در ۲۴ ژانویه ۲۰۲۲، دانیلوف گفت که حرکت نیروهای روسی در نزدیکی مرز اوکراین «خبری درستی نیست» و «ما هیچ زمینه ای در مورد حمله تمام عیار به کشورمان نمی‌بینیم.»
در اکتبر ۲۰۲۱ دانیلوف اظهار داشت که باور دارد که برای اوکراین بهتر است جمهوری ریاست جمهوری باشد تا پارلمانی-ریاست جمهوری. اوکراین یک جمهوری پارلمانی - ریاست جمهوری است.